# 太郎山 (飛騨山脈)
太郎山（たろうやま）は、富山県富山市南東部にある標高2,373 mの立山連峰の山。

## 概要
飛騨山脈（北アルプス）中央部西端付近に位置する。山域は中部山岳国立公園の特別保護地区の指定を受けている。北面は中生代の手取層群の砂岩と礫岩からなる浸食面で、太郎兵衛平（たろべえだいら）と呼ばれている。周辺は草原と池塘などからなる台地が連続している。南側の北ノ俣岳北斜面には高山植物の群落がみられる。山頂には三等三角点（点名「太郎」）が設置されていて、山頂のすぐ東側を立山連峰の縦走路となる登山道が通り、木道が整備されている。山頂の東北東約300 mに山小屋の「太郎平小屋」がある。

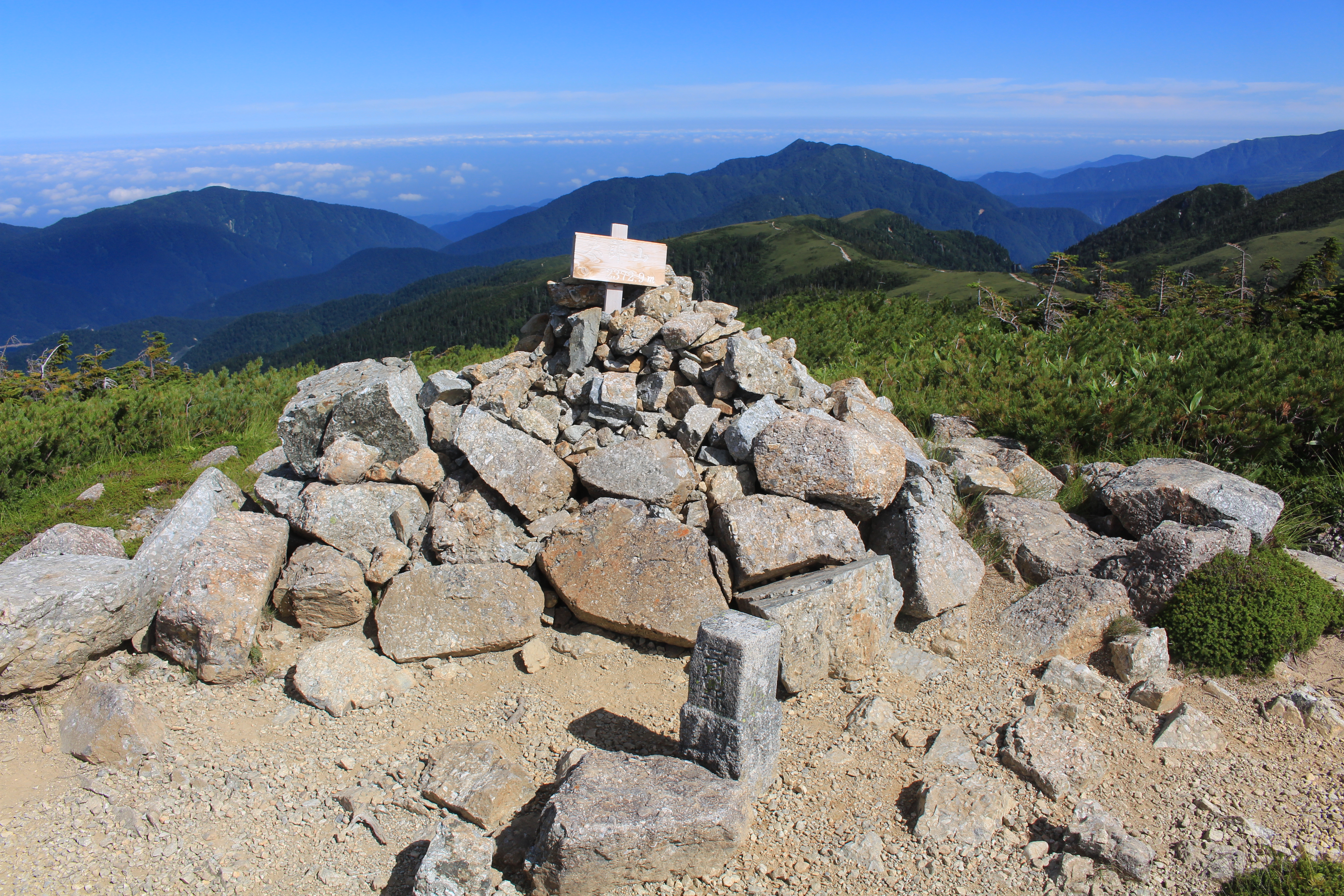
太郎山頂上の三角点
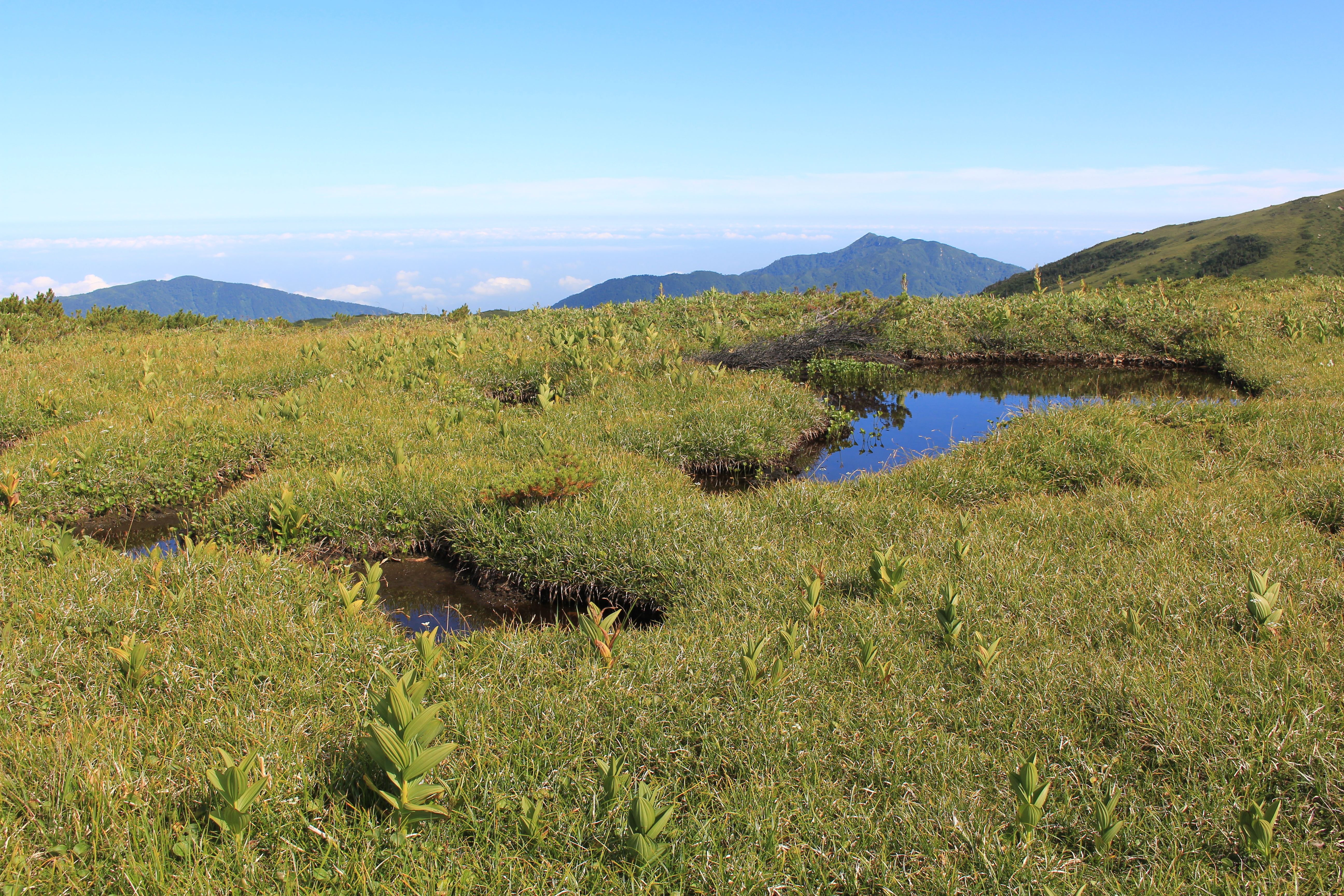
太郎山の周辺に点在する池塘、コバイケイソウやイワイチョウなどが生育

## 登山
立山連峰縦走路の登山道から少し離れた脇道の端にあるピークのため、登頂の対象とされないこともある。山頂からは、北側にどっしりとした山容の薬師岳を望むことができる。

### 登山ルート

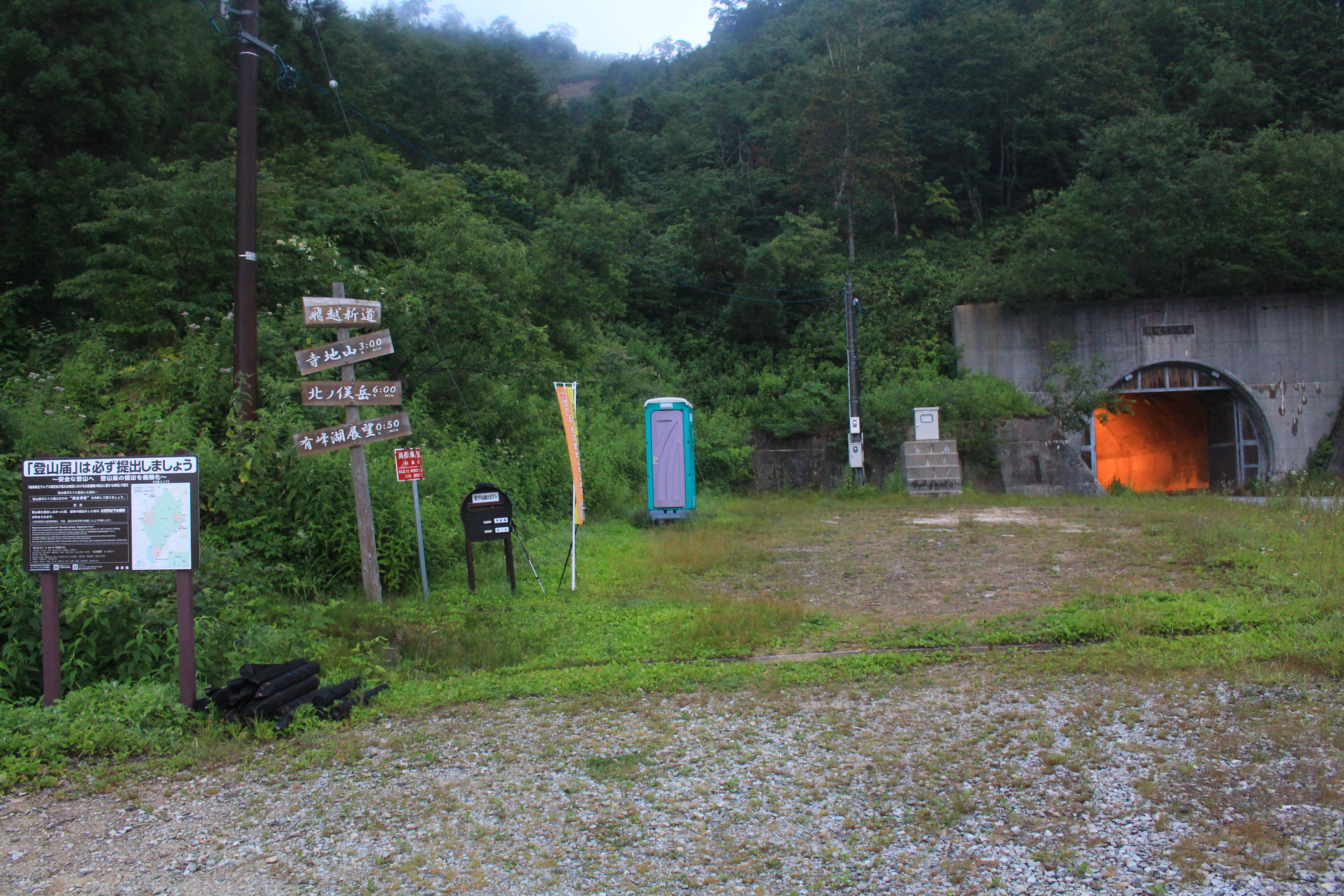
岐阜県飛騨市の国道471号から富山県の有峰林道東谷線に林道高山大山線が通じ、その県境を貫通する飛越トンネル、トンネルの南側が飛越新道の登山口

主な登山ルートを以下に示す。薬師岳から黒部五郎岳へ縦走する際に立ち寄られることもある。
- 折立からのルート：折立ヒュッテ - 太郎平小屋 - 太郎山[7]
- 飛越新道：飛越トンネル登山口 - まむし洞峠 - 神岡新道との分岐 - 鏡池平 - 寺地山 - 北ノ俣岳直下北 - 太郎山[8]、飛騨市の国道471号から富山県の有峰林道東谷線に林道高山大山線が通じ、県境を貫通する飛越トンネルの南側が飛越新道の登山口となる。
- 神岡新道：打保 - 打保乗越 - 飛越新道との分岐 - 鏡池平 - 寺地山 - 北ノ俣岳直下北 - 太郎山[9]

### 周辺の山小屋
登山口や稜線上には、山小屋 とキャンプ指定地 などがある。
| 名称           | 所在地                   | 標高 (m) | 太郎山からの 方角と距離 (km) | 収容 人数 | キャンプ 指定地        | 備考                 |
| -------------- | ------------------------ | -------- | ---------------------------- | --------- | ---------------------- | -------------------- |
| 薬師岳山荘     | 薬師岳直下南西           | 2,701    | 北東 2.6                     | 60        |                        | 2010年新装オープン   |
| 折立ヒュッテ   | 富山県林道真川線の終点   | 1,350    | 北西 5.2                     |           | テント 50張            | 休憩施設             |
| 太郎平小屋     | 太郎山北東の太郎兵衛平   | 2,330    | 東北東 0.3                   | 150       | テント100張 （薬師峠） | 夏に山岳警備隊が常駐 |
| 北ノ俣避難小屋 | 寺地山と北ノ俣岳との鞍部 | 2,000    | 南西 3.3                     | 10        |                        | 飛越新道             |
| 薬師沢小屋     | 黒部川本流の薬師沢出合   | 1,920    | 南東 3.6                     | 70        |                        | [ 13 ]               |

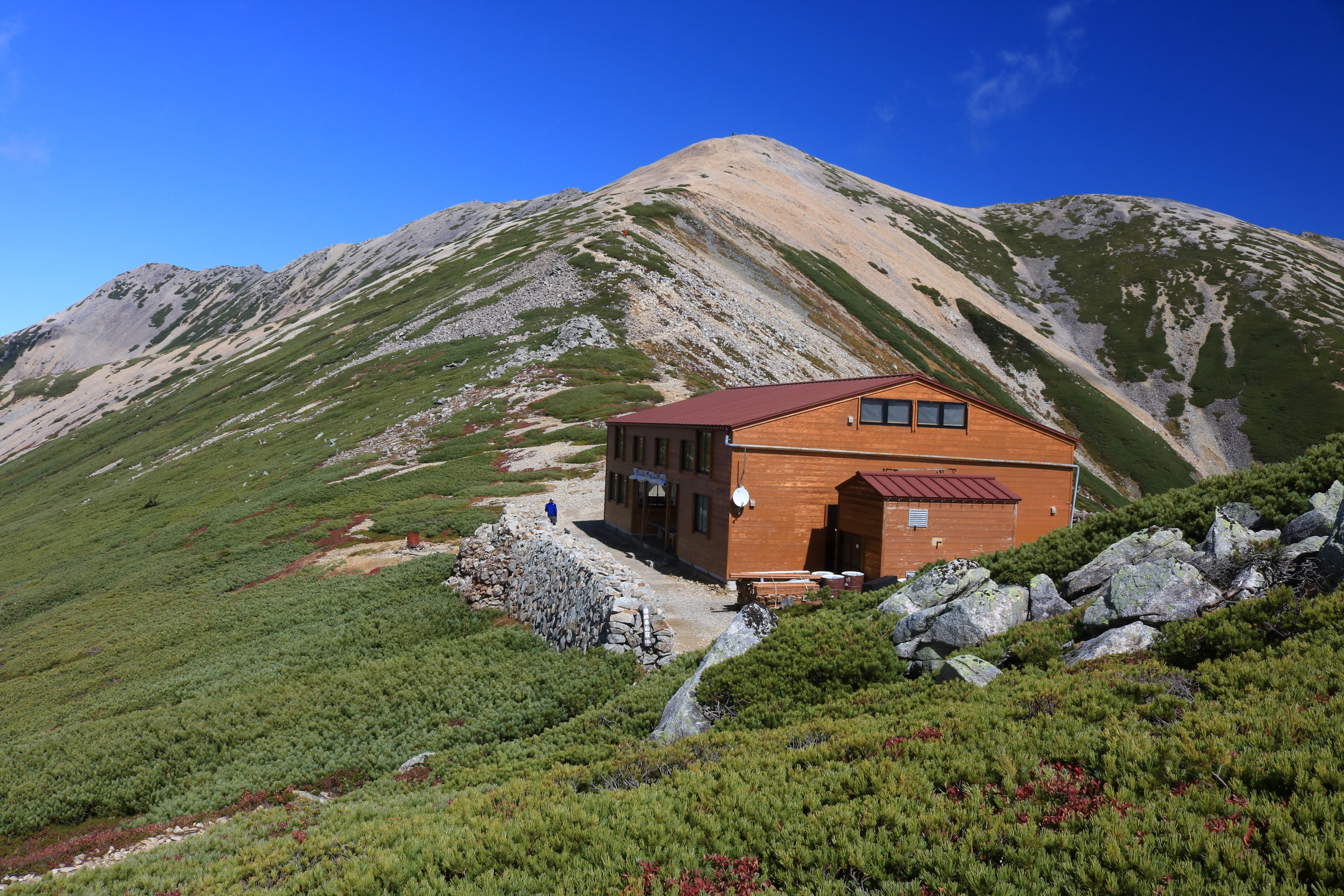
薬師岳の山頂直下にある薬師岳山荘
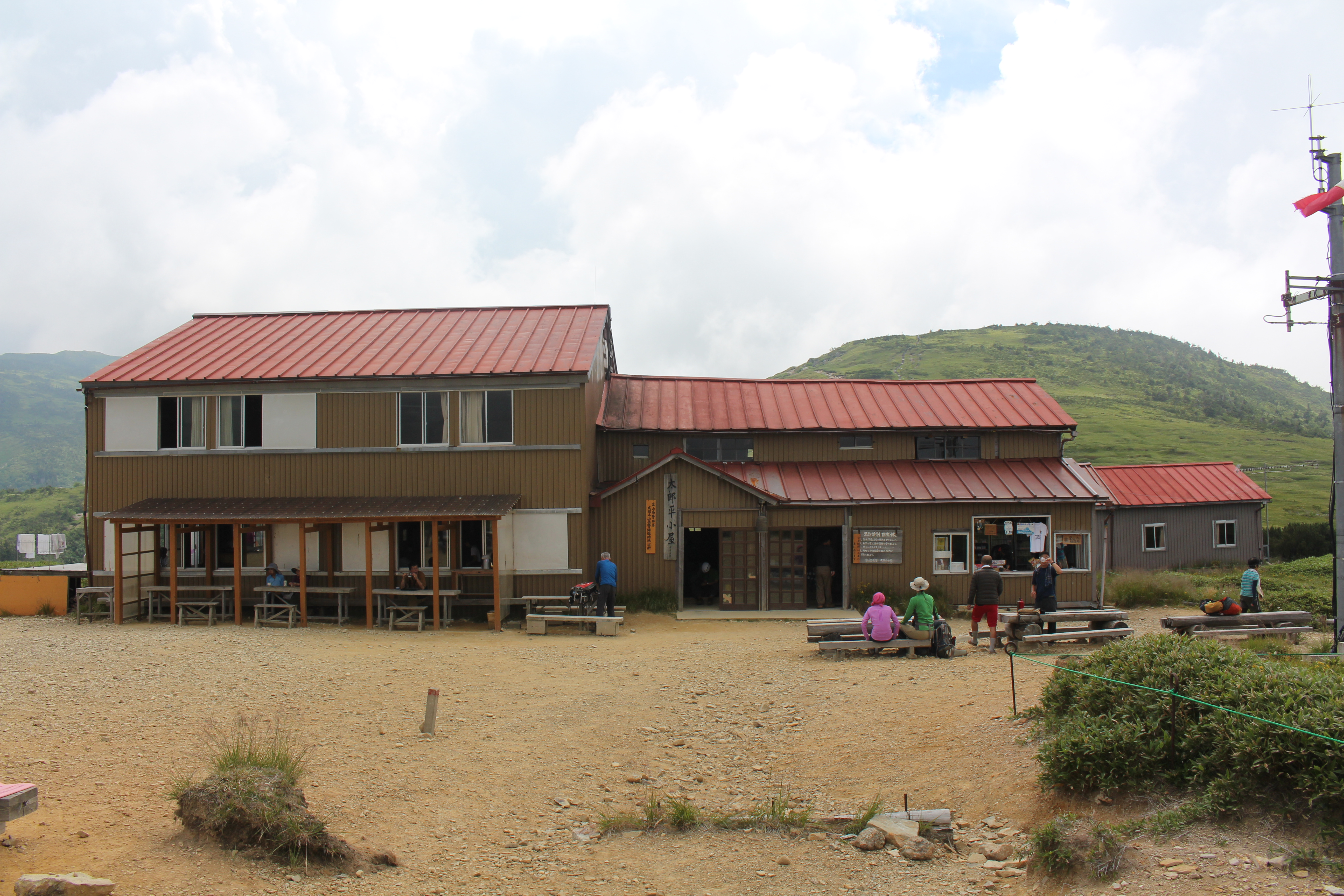
太郎山北側の太郎兵衛平にある太郎平小屋
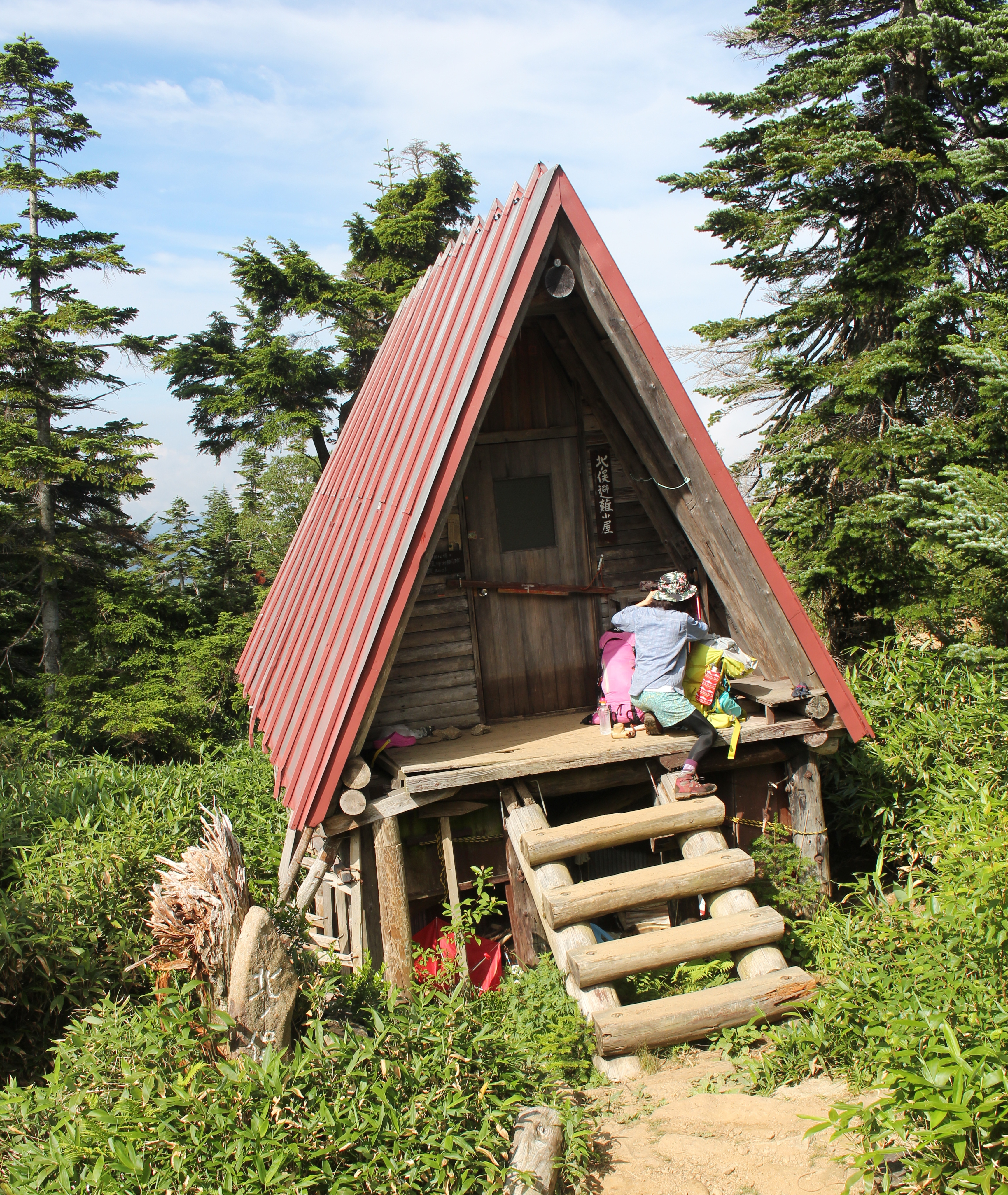
飛越新道にある北ノ俣避難小屋

## 地理

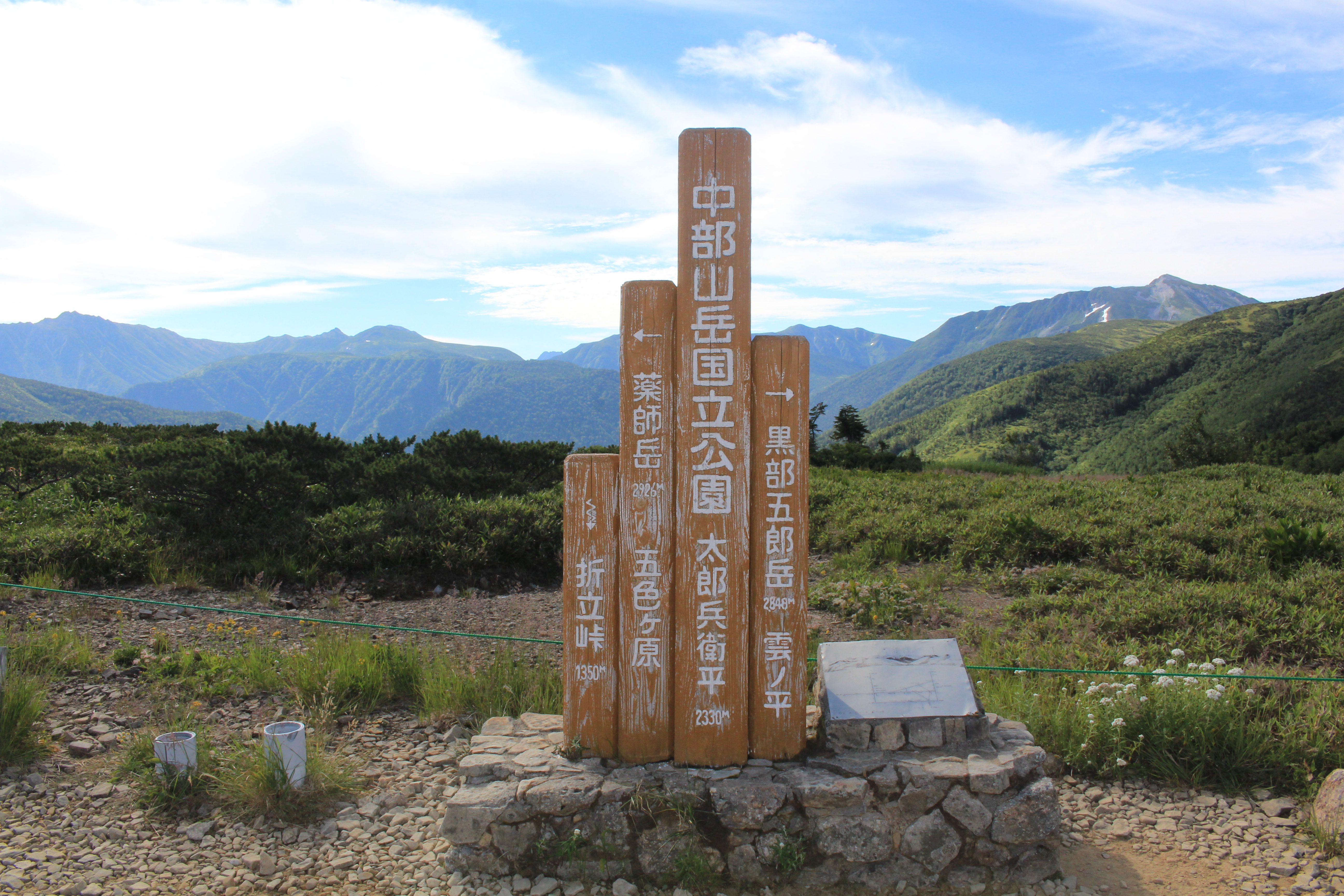
中部山岳国立公園内の太郎兵衛平の登山道の道標

太郎兵衛平の南西にある小さなピークで、立山連峰の主稜線上にある。

### 周辺の主な山
周辺の立山連峰の主要な山を以下に示す。
| 山容 | 山名     | 標高(m)  | 三角点等級 基準点名          | 太郎山からの 方角と距離(km) | 備考         |
| --- | -------- | -------- | ---------------------------- | --------------------------- | ------------ |
| 太郎山から望む鍬崎山（2015年8月8日）                                                                                 | 鍬崎山   | 2,089.82 | 二等 「鍬崎山」              | 北北西 10.8                 | 日本三百名山 |
| 北ノ俣岳から望む薬師岳、左奥に奥大日岳と剱岳、雪解け後の斜面にハクサンイチゲの大群落とハイマツの群落（2015年8月8日） | 薬師岳   | 2,925.99 | 二等 「薬師ケ岳」            | 北東 3.7                    | 日本百名山   |
| 薬師岳から望む太郎山と太郎平小屋（2015年8月8日）                                                                     | 太郎山   | 2,372.98 | 三等 「太郎」                | 0                           |              |
| 薬師岳から望む北ノ俣岳、稜線上に薬師岳山荘と太郎平小屋（2015年8月8日）                                               | 北ノ俣岳 | 2,662    | 三等 「北俣岳」 （2,661.29） | 南 2.9                      | ぎふ百山     |
| 北ノ俣岳から望む寺地山（2015年8月8日）                                                                               | 寺地山   | 1,966.04 | 三等 「大山」                | 南西 4.3                    | ぎふ百山     |

### 周辺の峠
周辺の主な峠を以下に示す。

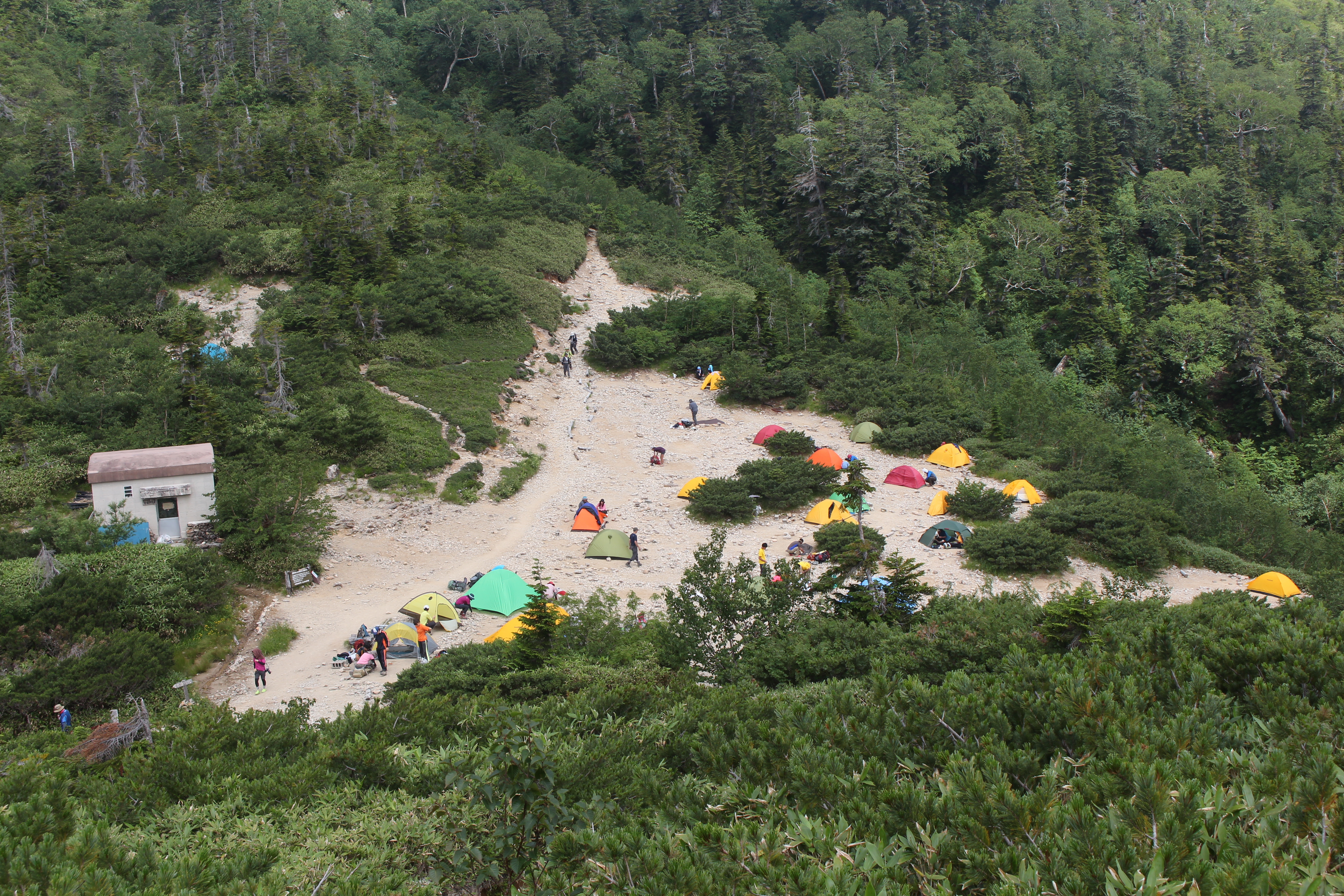
薬師峠（立山連峰の主稜線上、標高2,294 m、薬師岳と太郎山との鞍部）のキャンプ指定地、2015年8月

- 薬師峠 - 山頂の東北東1.2 km、太郎山と薬師岳との|鞍部。標高2,294 m。キャンプ指定地があり、管理棟、トイレと給水施設が設置されている。
- 中俣乗越 - 山頂の北北東4.8 km、赤木岳と黒部五郎岳との鞍部。標高約2,450 m。

### 源流の河川

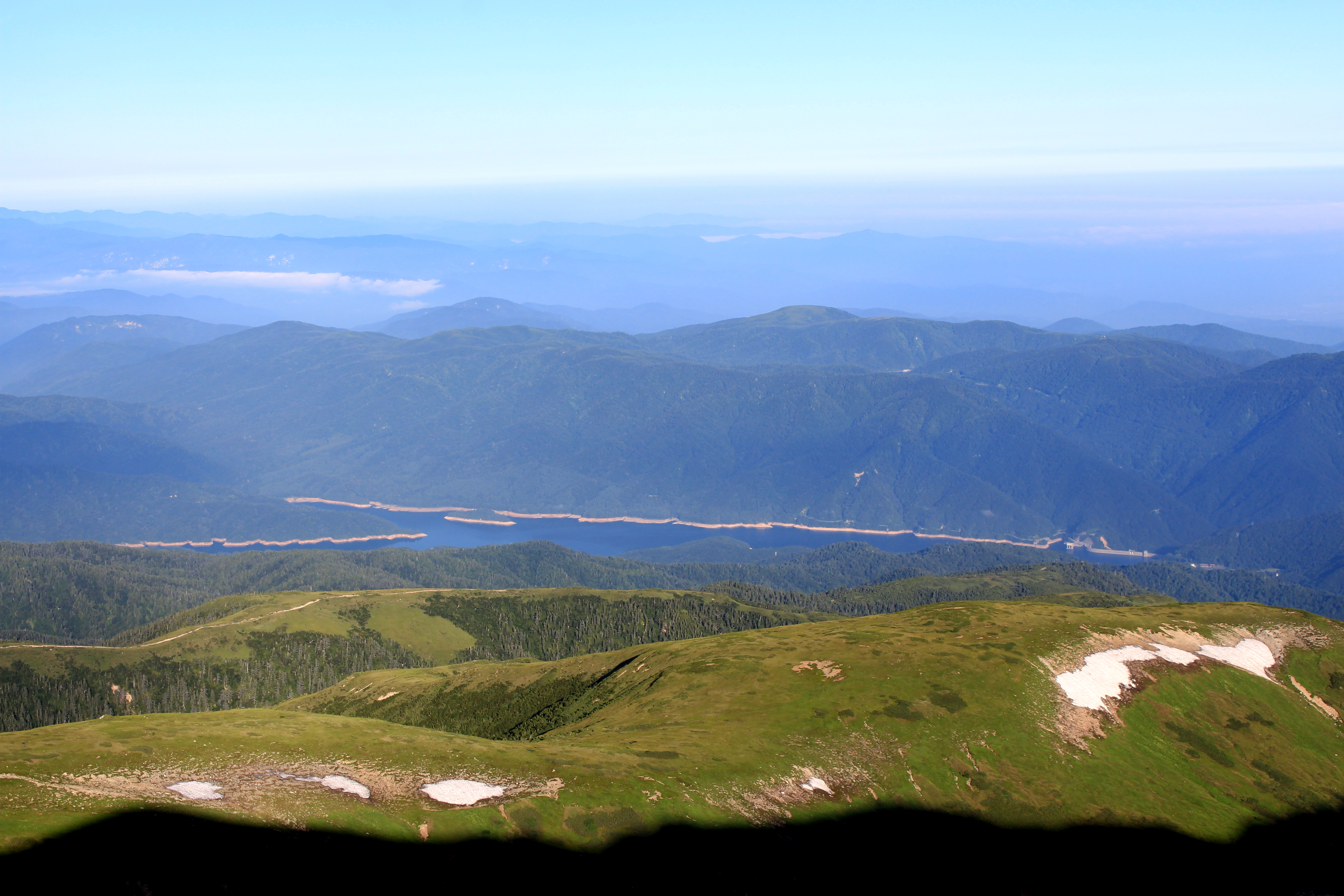
北ノ俣岳から望む有峰ダム、周辺には有峰林道が通る。折立が太郎兵衛平の登山口となり、夏期などの登山シーズンに富山駅から富山地方鉄道の夏山バス（富山-有峰線）が運行されている。

常願寺川と黒部川のそれぞれの支流の分水嶺となる山で、以下の河川の源流となる山で、日本海側の富山湾へ流れる。有峰ダムの南東7.5 kmに位置する。
- ハゲ谷、ヤクシ谷 - 真川（常願寺川）の支流[2]
- 薬師沢 - 黒部川の支流

### 交通・アクセス
富山県富山市と岐阜県飛騨市にまたがる有峰林道が周辺の山域の西側を通る。富山県林道真川線の終点には折立ヒュッテがある。太郎兵衛平への登山口となる。登山口となる折立へは、夏期などの登山シーズンに富山駅から富山地方鉄道の夏山バス（富山-有峰線）が運行されている。マイカーやタクシーで登山口の折立へ入ることができるが、有峰林道は夜間通行規制がある。西山腹の真川沿いに林道が通る。
- 富山地方鉄道立山線有峰口駅の南東18 kmに位置する[2]。
- 北陸自動車道立山インターチェンジの南南東 31kmに位置する。